# Symphonie no 39 de Mozart
La Symphonie no 39 en mi bémol majeur, KV 543, est une symphonie composée par Wolfgang Amadeus Mozart, alors âgé de 32 ans, et terminée à Vienne le 26 juin 1788, trois jours avant le décès de sa fille Thérèse.

## Composition
Lors de l’été 1788, Mozart a composé trois grandes symphonies. La Symphonie no 40 a été terminée le 25 juillet et la no 41 le 10 août. On ignore pour quelle raison elles furent écrites (probablement en vue d’une série de concerts qu’il projetait). Le premier de ces trois chefs-d’œuvre est la Symphonie no 39 en mi bémol majeur. Comme pour les deux autres symphonies de 1788, on ne connaît rien des circonstances de sa création.
La première édition a été faite en 1797 par Johann Andre (Offenbar/Main).

## Instrumentation
| Instrumentation de la symphonie no 39                                |
| Cordes                                                               |
| premiers violons, seconds violons, altos, violoncelles, contrebasses |
| Bois                                                                 |
| 1 flûte, 2 clarinettes en si bémol, 2 bassons                        |
| Cuivres                                                              |
| 2 cors en mi bémol, 2 trompettes en mi bémol                         |
| Percussions                                                          |
| timbales (en mi bémol et si bémol)                                   |

## Structure
La symphonie comprend quatre mouvements :
1. Adagio, Allegro: Adagio, en mi bémol majeur, à , mesures 1-25, Allegro, en mi bémol majeur, à 
, mesures 26-309, les mesures 26-142 sont répétées deux fois
2. Andante con moto, en la bémol majeur, à 
, 161 mesures, sections répétées deux fois : mesures 1 à 8, mesures 9 à 27
3. Menuet et Trio, en mi bémol majeur, à 
, 44 + 24 mesures
4. Allegro, en mi bémol majeur, à 
, 264 mesures)

Durée : environ 33 minutes
Tout comme la « Linz » et la « Prague », la Symphonie no 39 commence par une introduction lente. Audacieuse pour l’époque, déroutante, et très imposante, elle présente déjà une connotation héroïque caractéristique de la tonalité de mi bémol majeur, qui préfigure les mouvements suivants.
L’Allegro qui suit est en effet de proportions héroïques, violent et angoissé, voire parfois mélancolique. L’Andante con moto, agité avec de brusques soubresauts, fut composé dans la même veine ; le Menuet est également héroïque avec toutefois un Trio de saveur rustique que Haydn aurait volontiers goûté.
Quant au finale, il se distingue nettement des trois mouvements précédents, par son humour mordant et la liberté de sa forme qui forment une coda joyeuse et triomphale à cette œuvre en mi bémol.
Hocquard écrivit de cette symphonie : « On y sent à l’œuvre une force mûrie, un héroïsme non pas au sens d’une conquête à l’issue d’un combat, mais qui au contraire se marie parfaitement avec une douceur qui est ici répandue à profusion ». En effet, Hermann Albert parlera d’une « symphonie romantique », par ses brusques changements d’humeur dans l’Andante, par les cors qui succèdent en écho aux clarinettes dans le premier mouvement, et par la sentimentalité du dernier Allegro.
Début de l'Adagio:
La lecture audio n'est pas prise en charge dans votre navigateur. Vous pouvez télécharger le fichier audio.
Entrée des premiers violons dans l'Allegro:
La lecture audio n'est pas prise en charge dans votre navigateur. Vous pouvez télécharger le fichier audio.
Première reprise de l'Andante con moto
La lecture audio n'est pas prise en charge dans votre navigateur. Vous pouvez télécharger le fichier audio.
Première reprise du Menuet :
La lecture audio n'est pas prise en charge dans votre navigateur. Vous pouvez télécharger le fichier audio.
Début de l'Allegro final:
La lecture audio n'est pas prise en charge dans votre navigateur. Vous pouvez télécharger le fichier audio.